# Ouled Addouane
Ouled Addouane (em árabe: أولاد عدوان) é uma comuna localizada na província de Sétif, Argélia. Sua população estimada em 2008 era de 9 613 habitantes.